# Campbell College
Das Campbell College ist eine Bildungseinrichtung für Jungen im Osten der nordirischen Hauptstadt Belfast.

## Geschichte
Das Campbell College wurde 1894 als Vermächtnis des fünf Jahre zuvor verstorbenen Philanthropen Henry James Campbell gegründet. Er hatte sein Vermögen durch Leinenhandel erworben und testamentarisch verfügt, dass davon entweder eine Schule oder ein Krankenhaus gebaut werden solle.
Seitdem steht es Jungen aus der ganzen Welt als Bildungsstätte zur Verfügung. Es liegt inmitten eines etwa vierzig Hektar großen Waldgeländes am östlichen Stadtrand von Belfast und befindet sich in einem viktorianischen Gebäude aus rotem Backstein. Es beherbergt über 1200 Jungen im Alter von 3 bis 18 Jahren. Mit seiner Junior School, der Senior School sowie dem internationalen Internat zählt es zu den führenden Internatsschulen auf der irischen Insel.
Sein Motto Ne Obliviscaris („Nicht vergessen“) erinnert auch an die schwierige Zeit während der beiden Weltkriege und die Menschen, die darin umkamen.
Im Zweiten Weltkrieg diente es von 1940 bis 1944 als Lazarett. Während des sogenannten Belfast Blitz wurde es im Mai 1941 von der deutschen Luftwaffe bombardiert. Dabei wurden neunzehn Menschen getötet und das Gebäude beschädigt.